# De Breedbekkikkers
De Breedbekkikkers was een carnavaleske Nederlandstalige band, bestaande uit zanger Herman Brood (1946-2001) en leden van His Wild Romance.
Alhoewel de gehele band met kikkerkoppen getooid de podia betrad, was, zeker vanwege het stemgeluid van Brood, voor velen van begin af aan duidelijk wie de werkelijk betrokken personen waren. 
 Na de eerste hit  'Maak van uw scheet een donderslag'  (B-kant "Hete tranen, vissersvet") dat in 1979 de tiende plaats bereikte in de Nationale Hitparade
en 7 weken in de Top 40 stond met 17 als hoogste notering,  volgde een jaar later  'Hou ermee op' . Aan het nummer  'Hou kontakt'  uit 1984 werd meegewerkt door dichter Johnny van Doorn.
In 1998 kwam  'Oh God (hou d'r mee op)'  op single uit (B-kant:  'Maakt van uw scheet een donderslag' ).